# Lyubomir Petrov
Lyubomir Petrov, född den 4 oktober 1954, är en bulgarisk roddare.
Han tog OS-brons i scullerfyra i samband med de olympiska roddtävlingarna 1980 i Moskva.